# Колумбово яйцо

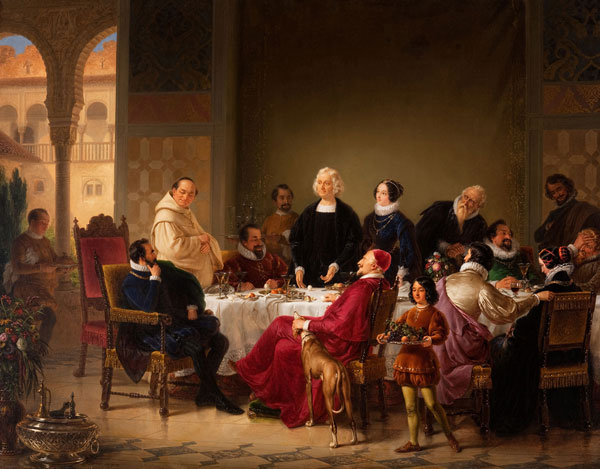
«Колумб и яйцо» (Иоганн Гайер, 1847).

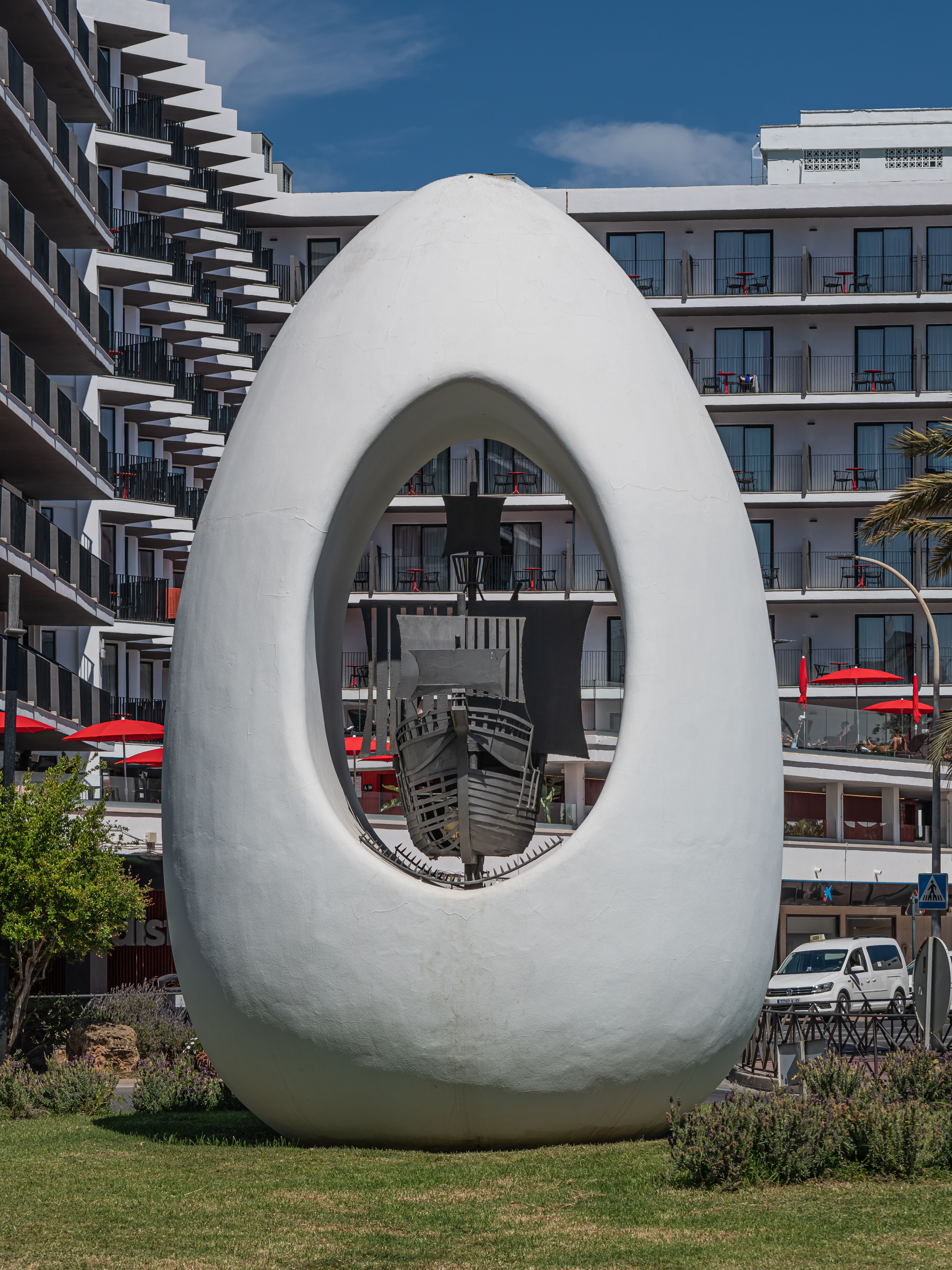
Колумбово яйцо в Сан-Антонио-Абад, Ивиса

Колумбово яйцо — крылатое выражение, обозначающее неожиданно простой выход из затруднительного положения.
По преданию, когда Колумб во время обеда у кардинала Мендосы рассказывал о том, как он открывал Америку, один из присутствующих сказал: «Что может быть проще, чем открыть новую землю?». В ответ на это Колумб предложил ему простую задачу: как поставить яйцо на стол вертикально? Когда ни один из присутствующих не смог этого сделать, Колумб, взяв яйцо, разбил его с одного конца и поставил на стол, показав, что это действительно было просто. Увидев это, все запротестовали, сказав, что так смогли бы и они. На что Колумб ответил: «Разница в том, господа, что вы могли бы это сделать, а я сделал это на самом деле».
Однако возможно, что этот эпизод, впервые описанный в книге «История Нового Света» итальянского путешественника Джироламо Бенцони, всего лишь легенда, так как подобная история была известна в Италии и Испании задолго до Колумба. В Испании аналогичный «яйцу Колумба» фразеологизм — «яйцо Хуанело» (исп. huevo de Juanelo), означающий простое решение сложной задачи. Похожие истории описаны в комедии «Дама-невидимка» («La Dama duende») испанского драматурга Кальдерона и в книге итальянского историка искусства Дж. Вазари «Жизнеописания наиболее знаменитых живописцев, ваятелей и зодчих» (1550).